# Pitillera

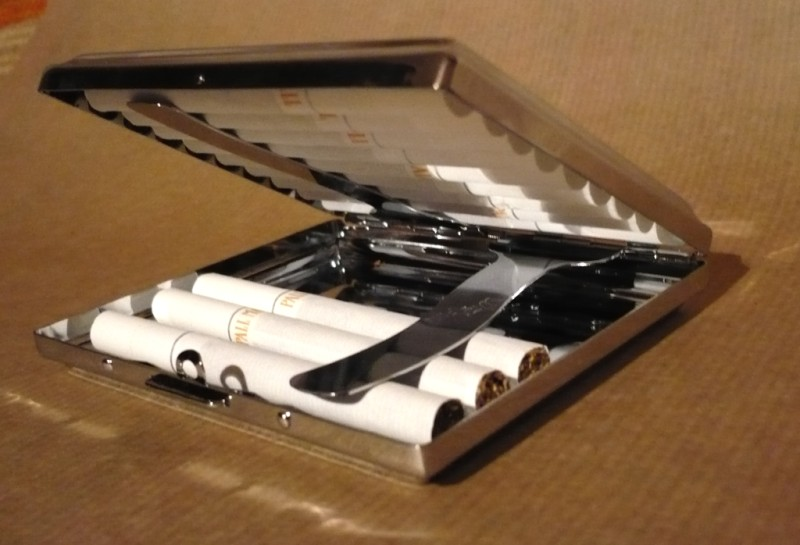
Pitillera

Una pitillera o cigarrera es un estuche utilizado para llevar cigarrillos. 
La pitillera es un envase plano en el que se conservan los cigarrillos ordenados dispuestos para su uso. Suele consistir en una caja metálica de dos piezas que se abren en bisagra quedando los cigarrillos alineados en una fila en cada una de las tapas sujetos por un muelle o barra metálica.
La pitillera surgió cuando se comenzó a comercializar el tabaco liado. Anteriormente, cuando se vendía el tabaco picado por un lado y el papel de fumar por el otro, el tabaco se transportaba en bolsas de cuero. Posteriormente, se usó la tabaquera para el mismo fin y finalmente, la petaca. Como el tabaco siguió liándose a mano por algunos consumidores, la pitillera no logró cosechar un éxito tan amplio como las anteriores. Actualmente, al comercializarse los pitillos en cajetillas, la pitillera ha pasado a tener un uso testimonial.
Según el poder adquisitivo del dueño, las pitilleras estaban confeccionadas con materiales nobles como oro, plata o nácar o más humildes como madera, piel o tela.
Al tratarse de objetos metálicos a menudo personalizados con grabados y, a veces, adornados con joyas, las pitilleras son en la actualidad artículos codiciados por los coleccionistas.